# Barisão II de Arborea
Barisão II de Arborea (em italiano: Barisone II di Arborea) ou Barisão II de Lacon Serra (ou I, segundo outras fontes; m. 1186) foi juiz-rei de Arborea de 1146 até à sua morte. Barisão destacou-se na história sarda pois foi o primeiro a receber a investidura imperial e nomeado rei pelo sacro-imperador Frederico I, embora fosse somente uma questão de título. Foi também no seu reinado que começaram a acontecer as primeiras investidas catalãs na ilha.

## Biografia

### Primeiros anos
Barisão nasceu, em data desconhecida, possivelmente nos inícios do século XII, como filho do juiz Cosme II de Arborea e da sua esposa Helena de Orrubu, pertencendo à Casa sarda de Lacon-Serra, governante do julgado de Arborea. Pouco se sabe na realidade sobre os seus primeiros anos. Aquando da morte do pai, em 1146, sucedeu automaticamente sem qualquer problema sucessório.

### Reinado
Nos seus primeiros anos, manteve boas relações com a República de Pisa e a Igreja. Assistiu à cerimónia de consagração da Igreja de Santa Maria de Bonarcado, realizada na presença do Arcebispo de Pisa e do clero arborense, doando inclusive diversas terras.
Dono de um considerável legado, tanto a nível insular como peninsular, Barisão, possivelmente para evitar perdê-lo, reuniu uma conferência com vários nobres e restantes julgados sardos para propor uma paz geral. O acordo foi aceite por todas as partes e durou por quinze anos. Seria na realidade o próprio Barisão a quebrá-lo, em 1157, quando repudiou a sua esposa Pelegrina de Lacon, para se casar com a catalã Agalbursa de Bas, da Casa de Cervera, filha do visconde Hugo I de Bas e da sua esposa Almodis de Barcelona, irmã do então conde de Barcelona Raimundo Berengário IV.
Este matrimónio foi o primeiro de uma sequência que acabaria por criar ligações dinásticas e políticas entre o julgado arborense e várias famílias nobres provenientes dos Condados catalães. Esta ligação é comprovada pela correspondência diplomática do juizː Barisão esteve presente na guerra catalã contra os sarracenos almorávidas nas ilhas Baleares, e obteve do conde de Barcelona apoio nos seus planos para unificar toda a ilha.
A 19 de junho de 1162, o já fraco equilíbrio político entre as duas potências presentes na ilha, Pisa e Génova decaiu subitamente. Explodiu então uma nova guerra que teve a ilha da Sardenha como principal palco. Nesse mesmo ano Barisão aliou-se a Génova e declarou guerra a Pisa. Simultaneamente, como descendente direto de Constantino II de Cagliari, combateu as pretensões de Pedro Torquitório III de Cagliari, da família de Logudoro-Torres (os Lacon-Gunale), que sucedera somente através dos direitos da mulher. Barisão invade Cagliari e toma o trono a Pedro, que é obrigado a fugir para a corte do irmão, o juiz Barisão II de Torres. No ano seguinte, na primavera de 1164, Pedro, aliado ao irmão e aos pisanos atacou Cagliari e retomou o trono para si. Invadiu ainda a própria Arborea, assediando o castelo de Cabras, mas não foi mais além.

#### Rei da Sardenha
Barisão segue a política antipisana do pai e alia-se várias vezes à República de Génova e é através desta que consegue o apoio do Imperador Frederico Barba Ruiva para a sua causa. Deste modo, a 10 de agosto de 1164 Frederico proclama Barisão como Rei da Sardenha, numa cerimónia que teve lugar na Catedral de S. Siro, em Pavia. Em troca Barisão declarava-se vassalo imperial e assegurava o pagamento anual de quatro mil marcos de prata. Negociou ainda com Génova ajuda militar, em troca de livre comércio no porto de Oristano e garantias de pagamento pelos castelos de Marmilla e Arculentu, que já somavam uma boa quantia de dinheiro.
Em 1165 Barisão estava novamente em Génova, na presença do cônsul Pizzamiglio, mas não foi autorizado a regressar a Arborea, porque se havia endividado e não pagara a quantia exigida pelo Imperador. Assim, em abril, com uma reviravolta, Frederico retirou o título a Barisão e proclamou a Arqudiocese de Pisa como soberana de toda a ilha. Barisão esteve cativo em Génova até que em 1168, acompanhado do diplomata Nuvolone Alberici, regressou a Arborea. Nesse ano a guerra com Pisa chegou ao fim. Enquanto Barisão recolhia o montante necessário para pagar as suas dívidas, a esposa Agalbursa e o cunhado (o visconde de Bas) foram mantidos reféns em Génova, até 1171, quando as dívidas foram por fim pagas.

### Últimos anos
Não tendo auxílio político nem de Pisa nem de Génova (que se encontravam no momento num período de paz), Barisão voltou-se para a velha aliada catalã. Assim, em 1177 deu a mão da sua filha Sinispela ao visconde Hugo Pôncio de Bas, irmão da sua segunda esposa Agalbursa.
Em 1180 reiniciou a sua guerra com Cagliari, mas apesar de alguns sucessos iniciais, as suas tropas foram repelidas e Barisão foi capturado e forçado a chegar a um acordo de paz.
Em 1182, doou a Igreja de S. Nicolau de Gurgo à Abadia do Monte Cassino. Fundou também um hospital e um mosteiro em Oristano. Nos últimos anos Barisão dedicou-se ao avanço cultural e religioso do seu julgado.
Faleceu em 1186, sendo sucedido pelo seu filho Pedro.

## Casamento e descendência
Barisão desposou primeiramente a nobre sarda Pelegrina de Lacon, de quem teveː
- Sinispela, que desposaria o visconde Hugo Pôncio de Bas, irmão da sua madrasta, e de quem teria um filho, Hugo, que lutaria pelos seus direitos na ilha sarda. Desposaria em segundas núpcias o juiz sardo Cosme I de Torres;
- Pedro, seu herdeiro, e que lhe sucederia após a sua morte;
- Barisão (m. 1189)
- Susana, que desposaria um filho de Cosme Spanu de Gallura

Barisão repudiou Pelegrina em 1157 e casou pouco depois com a catalã Agalbursa de Bas, neta materna de Raimundo Berengário IV de Barcelona de quem teria uma filhaː Susana.